# Daihatsu Cuore

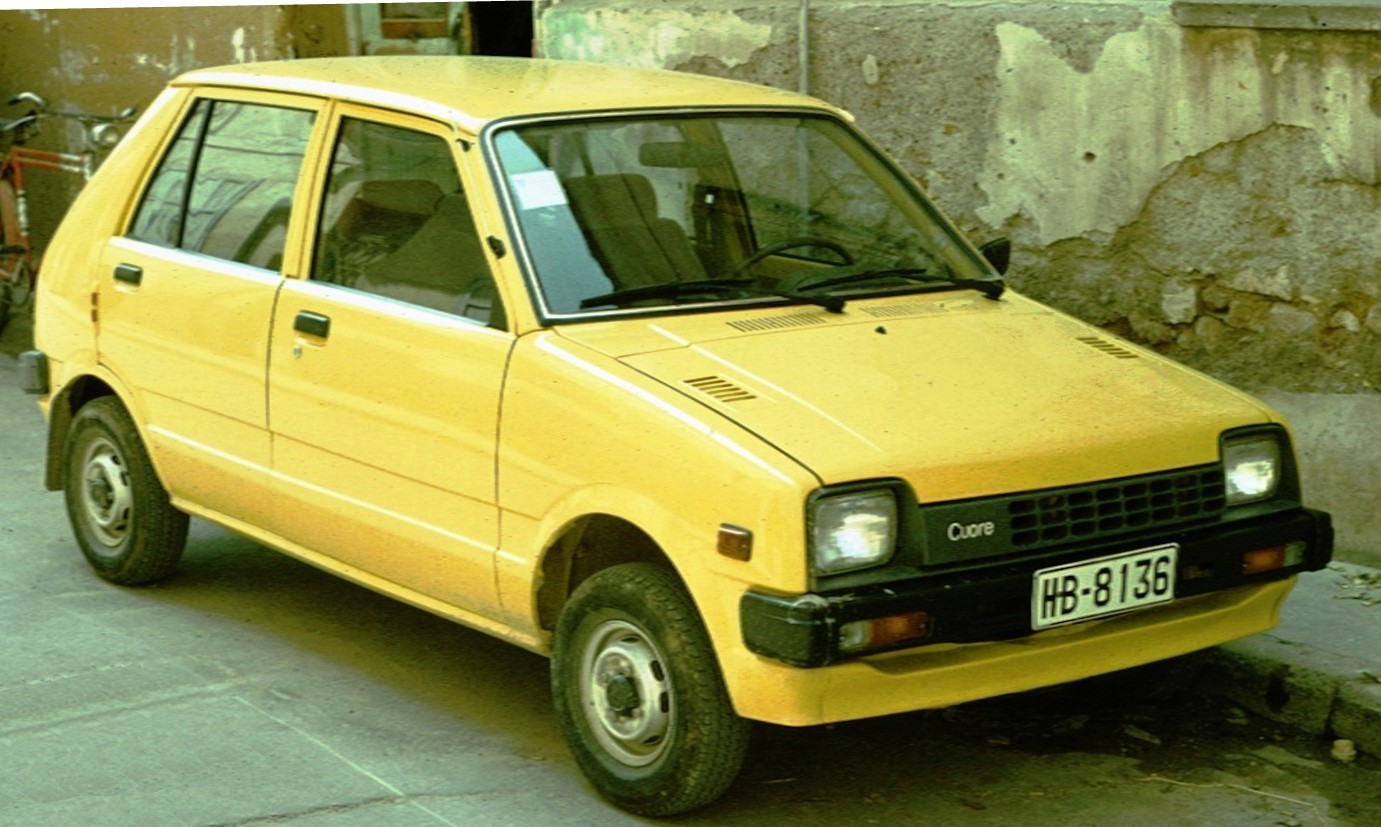
Daihatsu Cuore, eerste generatie (1980-1985)

De Daihatsu Cuore is een stadsauto van het Japanse merk Daihatsu. In bepaalde regio's werd hij ook verkocht onder de namen Mira, Domino en Charade. 

## Eerste generatie (L55/L60, 1980-1985)

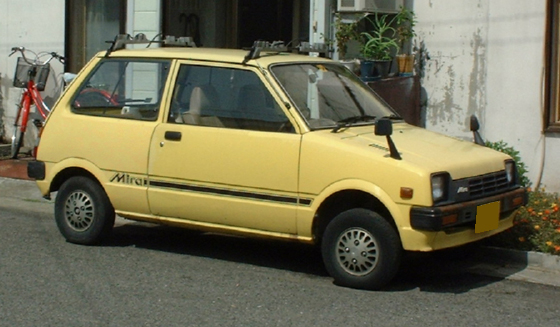
Eerste generatie, driedeurs

De Cuore was de opvolger van de Daihatsu Fellow Max die in Europa vanaf 1977 verkocht werd als Daihatsu Max Cuore (Cuore is Italiaans voor hart). De marktintroductie van de Cuore in Europa was in 1981.
In technisch opzicht week de Cuore niet veel af van zijn voorganger maar uiterlijk waren de verschillen des te groter. Voor Europese begrippen was het ongewoon dat deze kleine auto vanaf het begin beschikbaar was als driedeurs en als vijfdeurs hatchback. De achterbank van alle drie in Nederland leverbare modellen (driedeurs Economy, drie- en vijfdeurs De Luxe) was de achterbank neerklapbaar, bij de De Luxeversies zelfs in twee delen. Gemotoriseerd was hij aanvankelijk met een watergekoelde 547 cc tweecilindermotor die een vermogen van 20 kW bij 6000 tpm leverde. De topsnelheid bedroeg 110 km/u en de acceleratie van 0 tot 100 km/u vergde 21,9 seconden. De Cuore woog 585 kg.

## Tweede generatie (L80, 1985-1990)

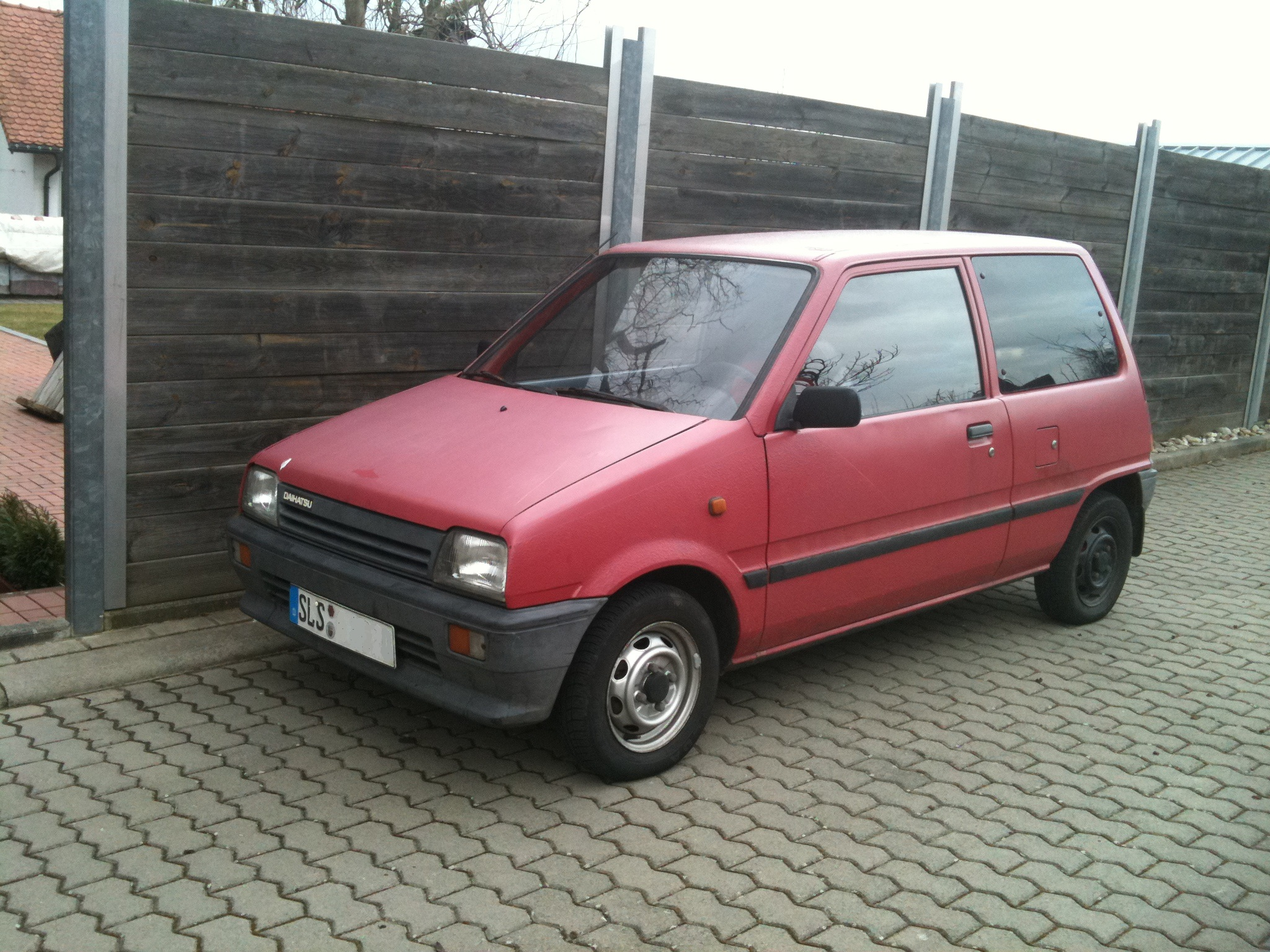
Tweede generatie, driedeurs

De eerste modelwijziging vond plaats in 1985 (model L80), vanaf november 1986 was het model in Nederland leverbaar. De wielbasis was verlengd van 215 naar 225 cm, de carrosserie werd hoekiger en de Cuore kreeg een rechte achterkant waardoor hij meer binnenruimte bood dan de voorgaande modellen.
Maar niet alleen uiterlijk ging de Cuore erop vooruit, ook motorisch werd hij volwassener met een nieuw ontwikkelde 840 cc driecilinder onder de motorkap. In de miniklasse (met concurrenten als de Subaru Mini Jumbo en Suzuki Alto) werd hij daarmee de snelste met een topsnelheid van 135 km/u.

## Derde generatie (L201, 1990-1995)

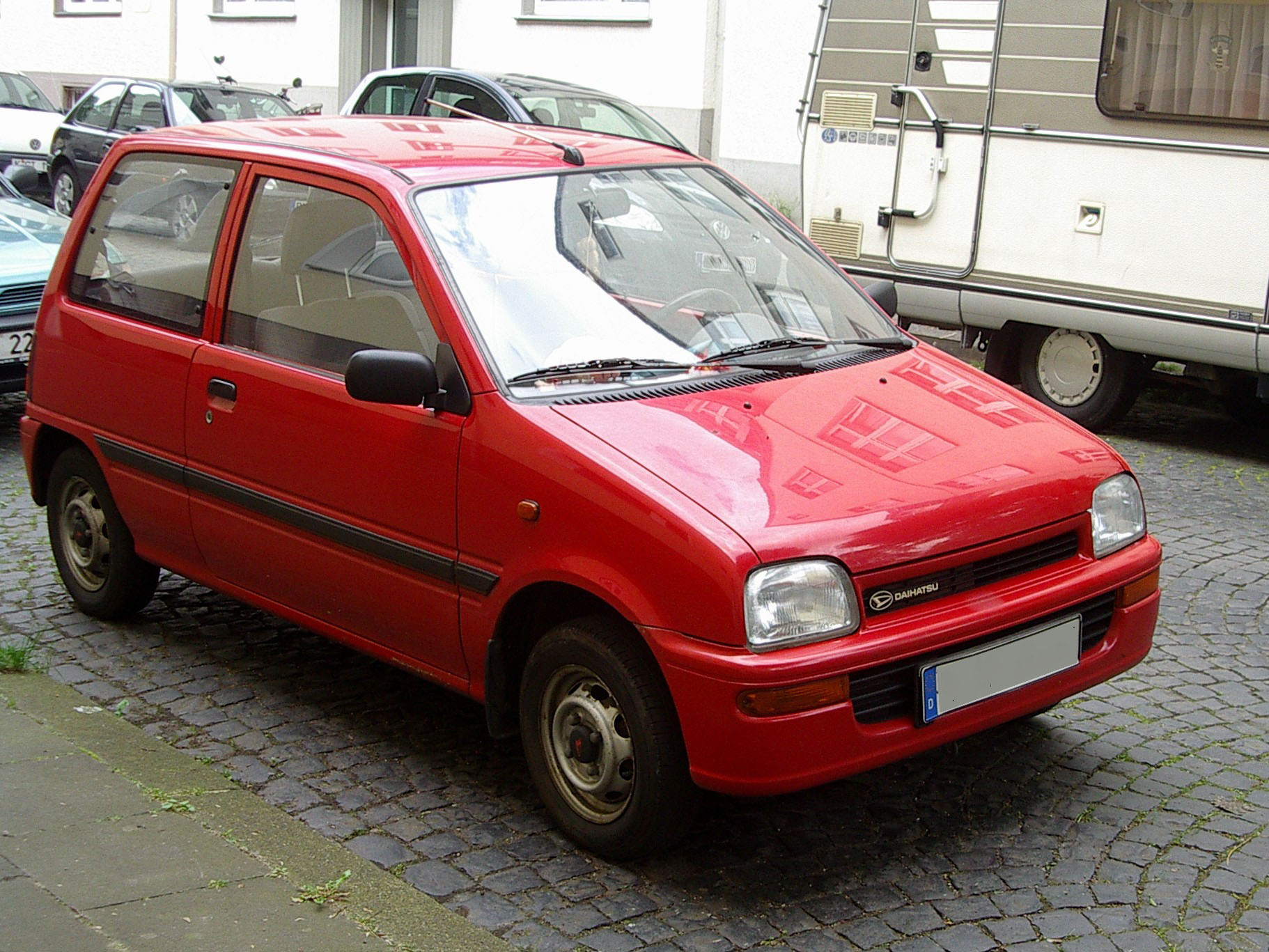
Derde generatie, driedeurs

In 1990 werd de derde generatie (L201) geïntroduceerd. Deze bleef in principe trouw aan haar voorgangers, maar de carrosserie was veel aerodynamischer. Deze modelwijziging was hoofdzakelijk te wijten aan de wijziging in de Japanse kei-carwetgeving, volgens welke een grotere cilinderinhoud en grotere carrosserieafmetingen waren toegestaan. 

## Vierde generatie (L501, 1995-1998)

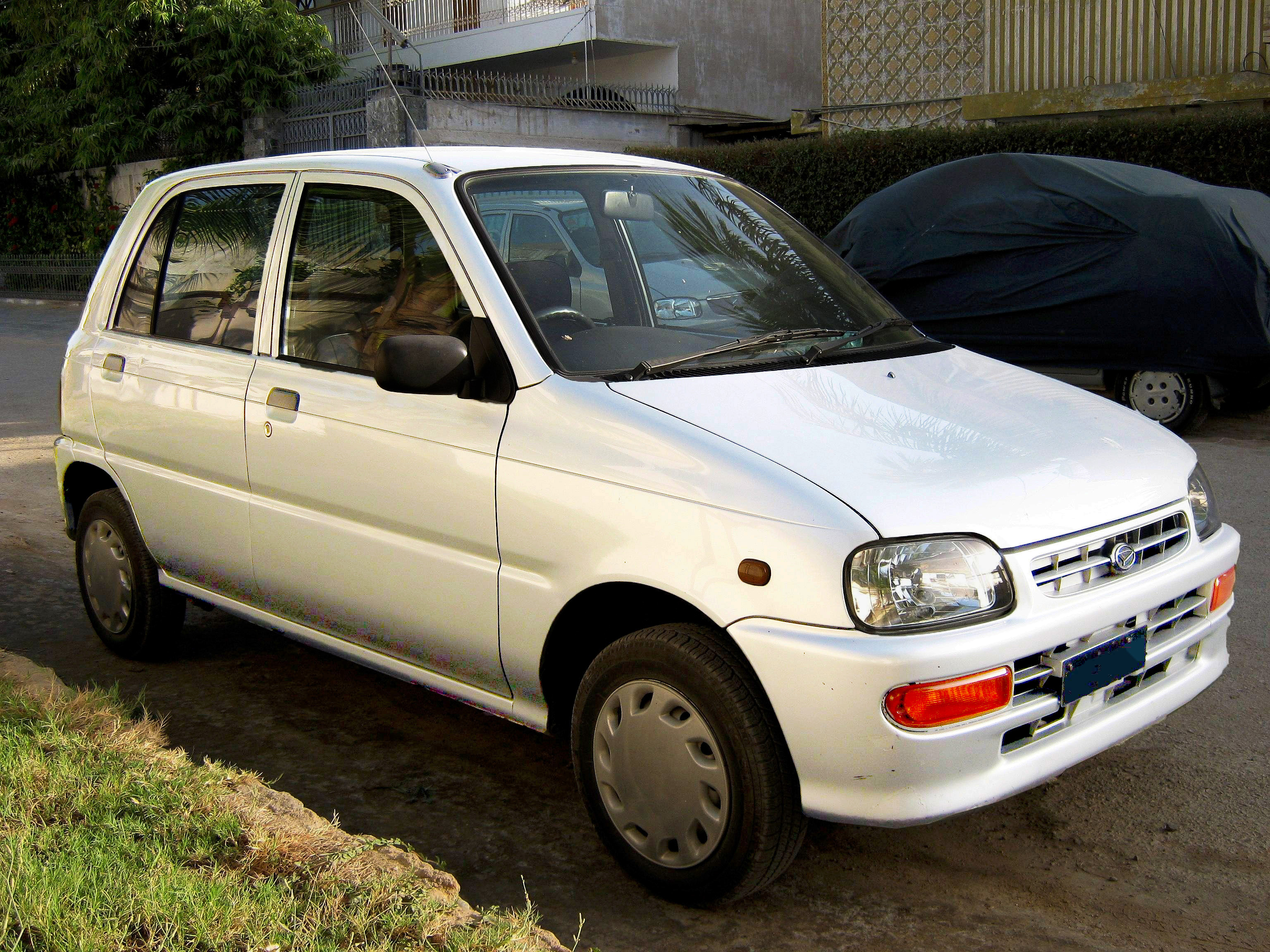
Vierde generatie, vijfdeurs

De productie van de vierde generatie begon in september 1994. Het ontwerp van de auto werd enigszins gewijzigd maar behield een uiterlijk dat vergelijkbaar was met dat van de derde generatie. Het was Daihatsu's eerste kei-klassevoertuig die leverbaar was met een viercilindermotor. 

## Vijfde generatie (L701, 1998-2003)

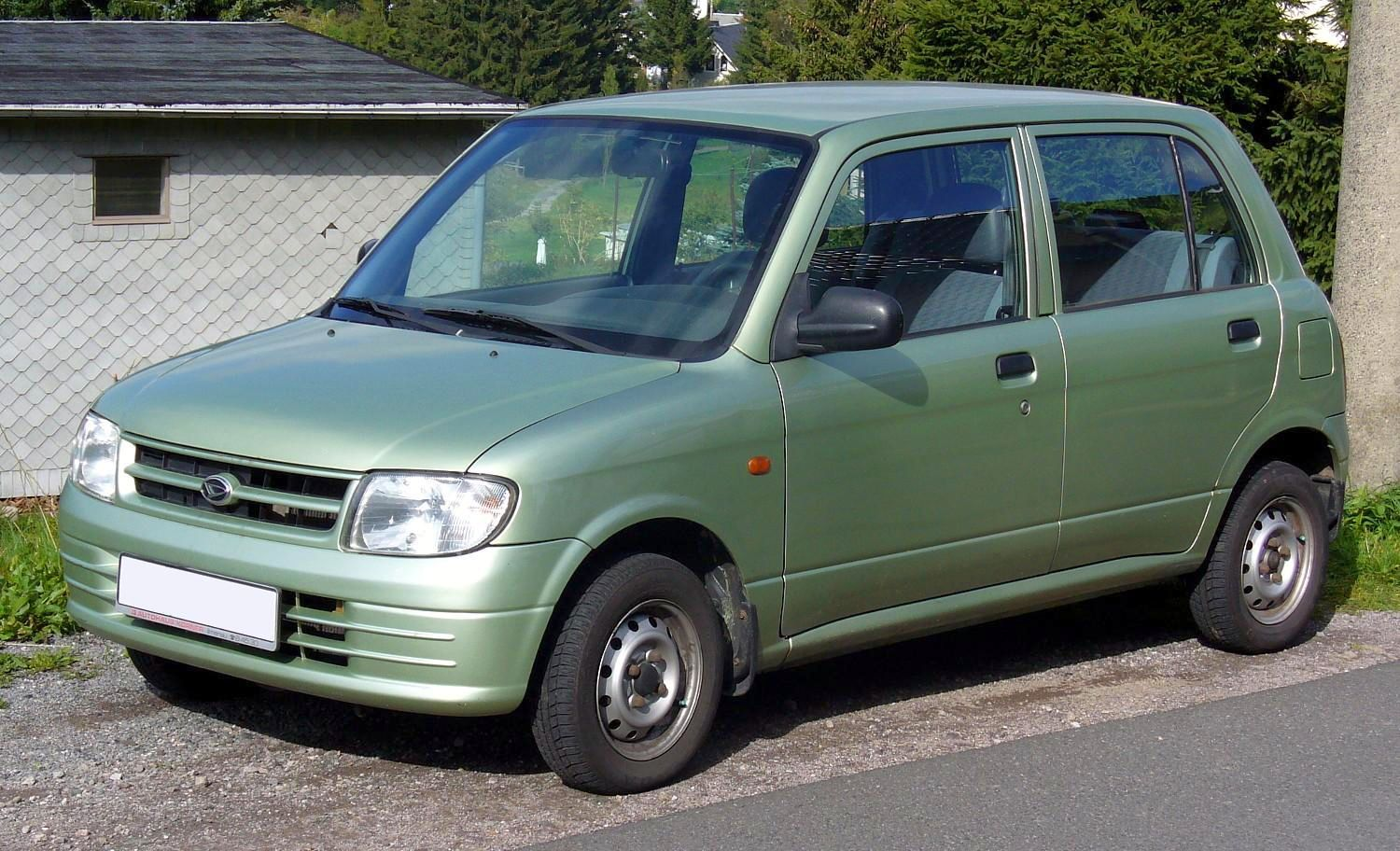
Vijfde generatie, vijfdeurs

De vijfde generatie Cuore verscheen in de herfst van 1998. Terwijl de motoren van auto's die op de binnenlandse Japanse markt werden verkocht onder de drempel van 660 cc moesten blijven, kregen exportversies een nieuwe, grotere motor van de 989 cc, een DOHC 12 kleppen driecilinder welke 56 pk (41 kW) produceerde bij 5.200 tpm. Ook nieuw voor exportmodellen was de beschikbaarheid van een drietrapsautomaat. 

## Zesde generatie (L251, 2003-2007)

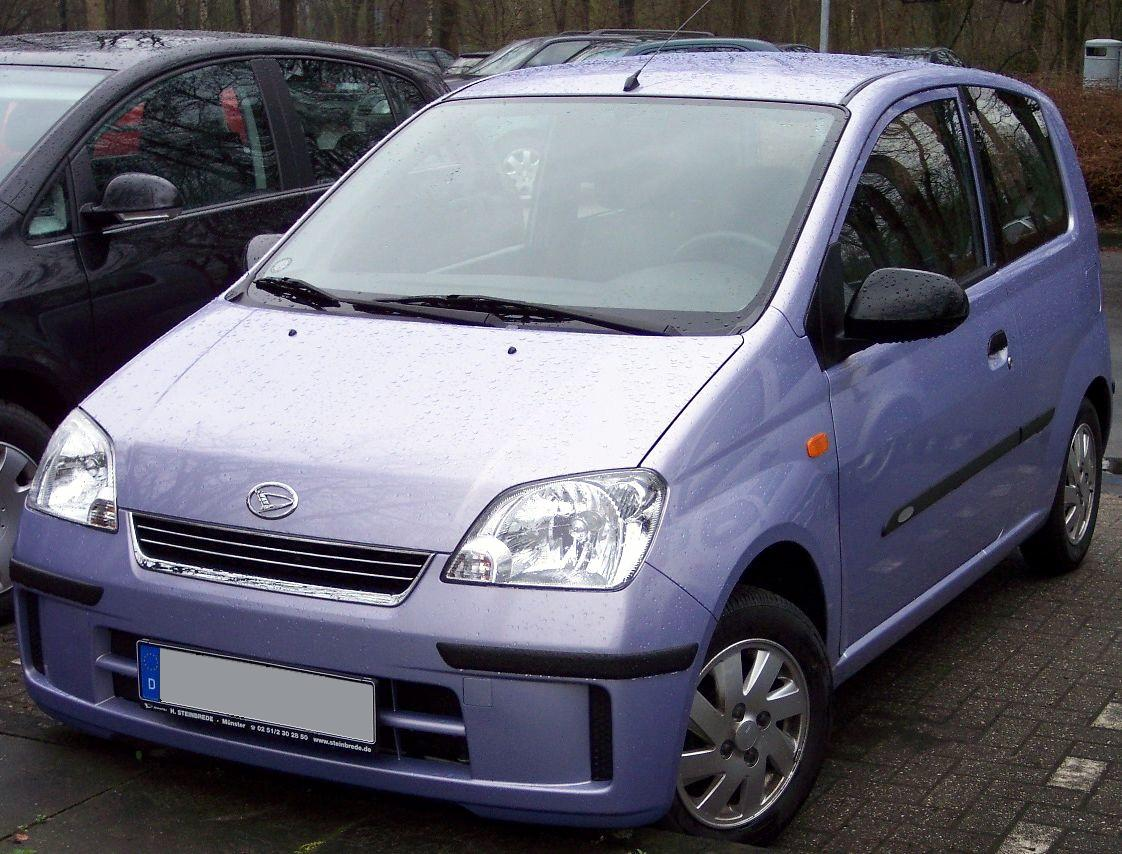
Zesde generatie, driedeurs

De zesde generatie van de Cuore kreeg de naam Daihatsu Charade in het Verenigd Koninkrijk en Zuid-Afrika. Elders werd hij verkocht als de Cuore en in Japan als Mira. Exportversies, uitgerust met de eenlitermotor zoals die voor het eerst werd gebruikt in de vorige generatie heetten L251, terwijl de aanduiding L260 werd gebruikt voor versies met vierwielaandrijving (alleen voor de Japanse binnenlandse markt). Nadat de zesde generatie Cuore eind 2006 was vervangen, werd de productielijn verplaatst naar Maleisië waar de productie van deze auto als de Perodua Viva in mei 2007 begon. Van 2007 tot 2009 was ook de 100th Anniversary edition verkrijgbaar, een jubileumversie ter gelegenheid van het 100-jarig bestaan van Daihatsu in 2007. Deze uitvoering had onder andere stuurbekrachtiging en was alleen leverbaar in grijs en blauw. 

## Zevende generatie (L276, 2007-2012)
Op de Autosalon van Genève van 2007 werd de zevende generatie Daihatsu Cuore aan het publiek gepresenteerd. Er waren twee optieniveaus beschikbaar voor deze Cuore: de Trend en de iets luxere Premium. Wat de Premium vooral van de Trend onderscheidde was de aanwezigheid van een verstelbare achterbank, andere cockpit en elektrische ramen voor. Beide modellen hadden dezelfde 998 cc driecilinder benzinemotor die 51 kW (69 pk) leverde. Daarmee was de nieuwe motor 19% krachtiger dan die in het model van de zesde generatie. 
Begin 2008 was de Daihatsu Cuore de benzineauto die het minste CO2 uitstoot per gereden kilometer. Ook was de Cuore de zuinigste benzineauto met een gemiddeld opgegeven verbruik van 4,4 liter per 100 km. Alleen de Toyota Prius en de Smart waren zuiniger (beide 4,3 liter per 100 km), maar de Prius is een hybride- en de Smart een dieselauto. Bovenstaande eigenschappen en de (relatief) lage uitstoot van fijnstoffen maakten de Cuore een van de minst milieubelastende auto's. Volgens een onderzoek van de ANWB was de Cuore met een kilometerkostprijs van 25,5 cent (gerekend over vier jaar en 60.000 km) de voordeligste auto om te rijden.